# Teboil
Oy Teboil Ab är ett finländsk oljebolag, som driver en kedja av bensinstationer i Finland. Det är ett dotterbolag till det ryska oljebolaget Lukoil.

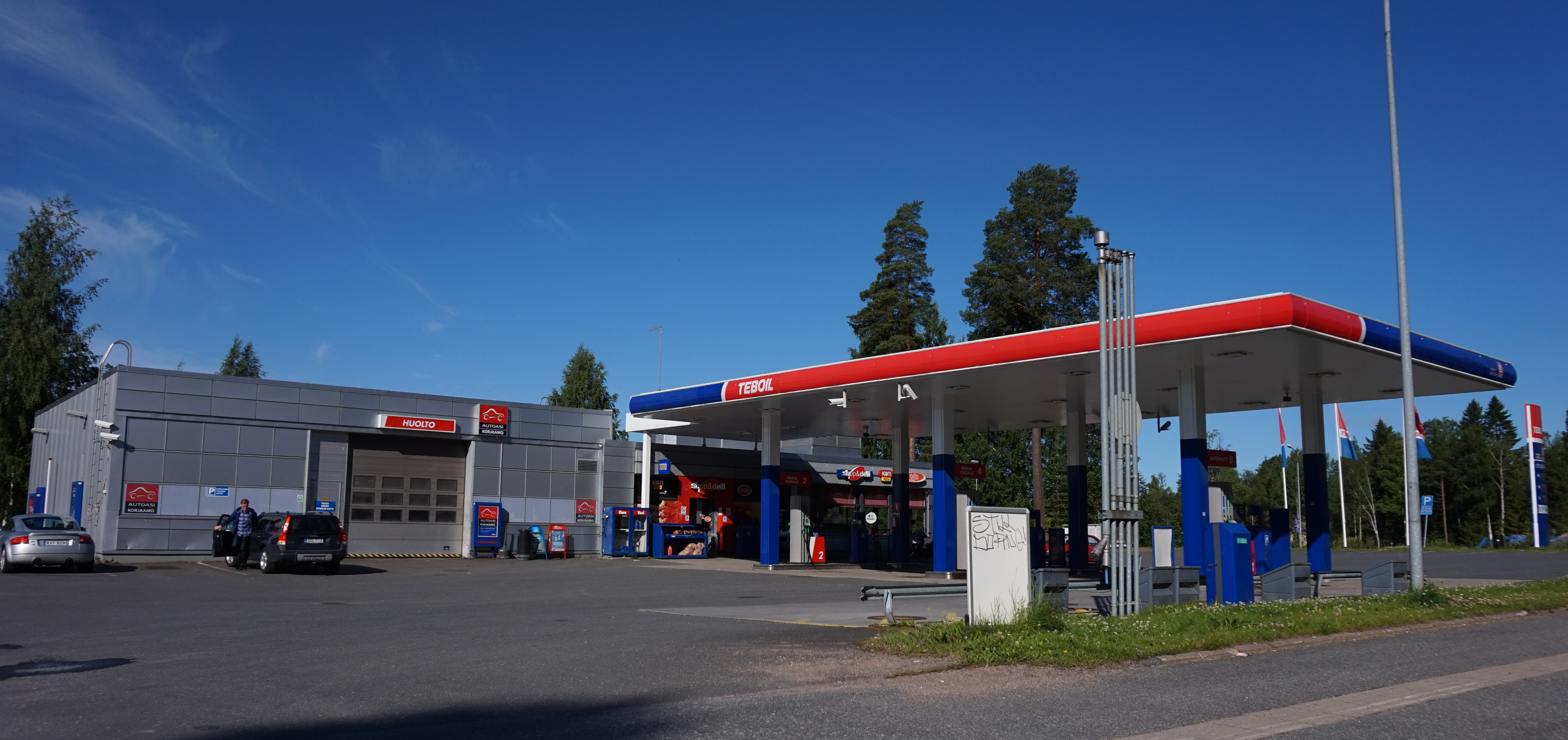
En Teboil-bensinstation i Jyväskylä

## Historik
Teboil grundades av Mauritz Skogström i Helsingfors 1934 under namnet at Trustivapaa Bensiini ("det trustfria bensin[företaget]) med förkortningen "TB" och fick sitt nuvarande namn 1966. Detta år blev det estniska oljeföretaget Eesti Kiviõli samt New Consolidated Gold Fields huvudägare. En annan föregångare var Suomen Petrooli, vilket grundades av tyska investerare i Viborg 1932. Under andra världskriget överfördes ägarskapet i Trustivapaa Bensiini till tyska ägare och senare blev familjen Ehrnrooth ägare. Efter fortsättningskriget blev enligt Parisfreden 1947 det statliga sovjetiska Soyuznefteexport ägare till företaget. År 1966 bytte företaget namn till Teboil. Soyuznefteexport privatiserades 1994 och omorganiserades till Nafta-Moskva och såldes till  In Lukoil 2005.
Teboil köpte 2006 av det amerikanska ConocoPhillips Jet-kedjan av obemannade besinstationer i Finland.